# خورخي بينتو رودريغيز
خورخي بينتو رودريغيز (بالإسبانية: Jorge Pinto Rodríguez)‏ هو كاتب ومؤرخ تشيلي، ولد في 18 ديسمبر 1944 في لا سيرينا في تشيلي.